# 納里塔 (伊利諾伊州)
納里塔（英語：Narita）是位於美國伊利諾伊州洛根縣的一個非建制地區。該地的面積和人口皆未知。

## 地理
納里塔的座標為39°58′59″N 89°13′08″W / 39.98306°N 89.21889°W，而該地的平均海拔高度為186米（即610英尺）。